# August Friedrich Pauly
August Friedrich Pauly (ur. 9 maja 1796 w Benningen am Neckar, zm. 2 maja 1845 w Stuttgarcie) – niemiecki pedagog i filolog klasyczny.

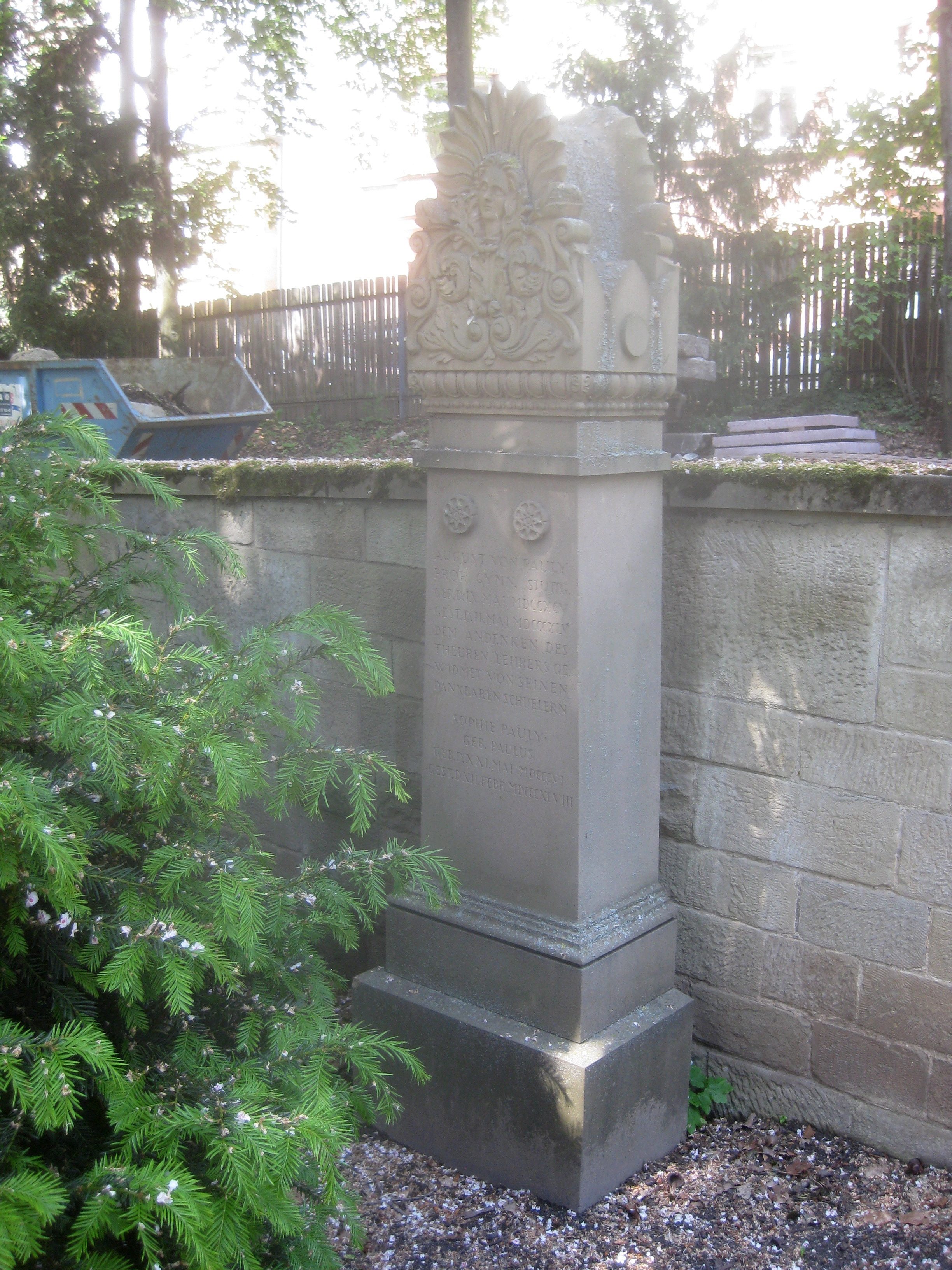
Grób Pauly’ego na cmentarzu Fangelsbachfriedhof w Stuttgarcie.

W latach 1813–1818 Pauly studiował na Uniwersytecie Eberharda Karola w Tybindze, później, jako student Georga Friedricha Creuzera, kontynuował edukację na Uniwersytecie w Heidelbergu. W 1822 roku objął stanowisko rektora szkoły Wieland-Gymnasium Biberach, po czym pracował jako profesor w gimnazjum w Heilbronn (1828). Od 1830 roku aż do jego śmierci w 1845 roku, był on pedagogiem w gimnazjum w Stuttgarcie.
W 1837 roku Pauly rozpoczął prace nad pierwszą edycją klasycznej encyklopedii Realencyclopädie der Classischen Altertumswissenschaft, której kolejne edycje powszechnie znane są jako Pauly–Wissowa. Pauly zmarł przed publikacją czwartego tomu oryginalnej edycji. Po jego śmierci tworzenie encyklopedii było kontynuowane przez Ernsta Christiana Walza i Wilhelma Siegmunda Teuffela (pierwsza edycja: 1837–1852, sześć tomów). Pauly opublikował także edycję zawierającą prace greckiego satyryka Lukiana z Samosat, którą zatytułowano Lucians Werke (1827–1832).